# أرماندو الفاجيمي
أرماندو الفاجيمي (بالإسبانية: Armando Alfageme) (3 نوفمبر 1990 بليما في بيرو - ) هو لاعب كرة قدم بيروفي في مركز الوسط. شارك مع منتخب بيرو لكرة القدم. أما مع النوادي، فقد لعب مع الجامعي دي بيرو وديبورتيفو مانيسيبال ‏ وCusco FC ‏ وUnión Comercio ‏.

## روابط خارجية
- أرماندو الفاجيمي على موقع قاعدة بيانات كرة القدم.إي يو (الإنجليزية)
- أرماندو الفاجيمي على موقع ناشيونال فوتبول تيمز (الإنجليزية)
- أرماندو الفاجيمي على موقع Soccerway.com (الإنجليزية)
- أرماندو الفاجيمي على موقع AS.com (الإسبانية)